# Nick Carter (general)
Nicholas "Nick" Patrick Carter, GCB, CBE, DSO, ADC Gen, född 11 februari 1959, är en tidigare brittisk arméofficer. Mellan 2018 och 2021 var han Chief of the Defence Staff, Storbritanniens försvarschef.
Carter började i Storbritanniens armé 1977. Han var brigadchef i Irak 2003-2004 och tjänstgjorde i flera rotationer i Afghanistan från 2002 till 2013, där han bland annat var med om att utforma de Provincial Reconstruction Teams (PRT) som upprättades och var biträdande befälhavare för Nato-insatsen.
Han var arméstabschef, och därmed högste chef för brittiska armén, från 2014 till 2018. Han tillträdde som Chief of the Defence Staff i juni 2018, och efterträdde då Stuart Peach. Han efterträddes i november 2021 av Tony Radakin.